# Отто, Иоганн Карл Теодор
Иоганн Карл Теодор фон Отто (нем. Johann Karl Theodor von Otto; 4 октября 1816, Йена (город), Тюрингия — 11 января 1897, Дрезден) — австрийский протестантский богослов-патролог, преподаватель, духовный писатель, общественный религиозный деятель.

## Биография
Богословское образование получил в университете Йены: в 1841 году стал доктором философии, в 1843 году — бакалавром богословия. После завершения образования был оставлен преподавать в Йене, был с 1845 года приват-доцентом и с 1848 года экстраординарным профессором богословия; докторскую диссертацию по богословию защитил в 1848 году в Кёнигсберге. Затем в 1851—1887 годах был профессором церковной истории в Венском университете, восемь раз избирался деканом богословского факультета и в 1871 году был возведён в австрийское дворянское достоинство, получив титул барона. В 1866 и 1877 годах получил ранги государственного советника.
Как богослов специализировался на патристической литературе и истории протестантизма. Главные работы его авторства: «О сочинениях и учении Иустина Мученика» (лат. De Justini martyri scriptis et doctrina; Иена, 1841), «О Послании к Диогнету Иустина Философа» (лат. De epistola ad Diognetum S. Justini philosophi; Йена, 1845), «Об исповедании Геннадия, патриарха Константинопольского» (лат. Des Patriarchen Gennadios von Konstantinopel Confession; Вена, 1864), «De gradibus in theologia» (Bена, 1871), «Geschichte der Reformation im Erzherzogtum Oesterreich unter Kaiser Maximilian II» (Вена, 1889). Под редакцией Отто выходили «Corpus apologetarum christianorum saeculi secundi» (тома 1—9, Йена, 1842—1872, 3-е издание — 1876—1881). Как президент австрийского общества изучения истории протестантства редактировал в 1880—1889 годах печатный орган этого общества, журнал «Jahrbuch».